# Wola Żelechowska
Wola Żelechowska es un pueblo de Polonia, en Mazovia. Se encuentra en el distrito (Gmina) de Żelechów, perteneciente al condado (Powiat) de Garwolin. Se encuentra aproximadamente a 4 km al oeste de Żelechów, 19 km al sureste de Garwolin, y a 75 km al sureste de Varsovia. Su población es de 552 habitantes.
Entre 1975 y 1998 perteneció al voivodato de Siedlce.